# Spiralisigna
Spiralisigna là một chi bướm đêm thuộc họ Geometridae.